# Harlem Beat
Harlem Beat (ハーレム・ビート?, Hāremu Bīto) è un manga di Yuriko Nishiyama sullo street basket.

## Trama
Toru Naruse è un ragazzo negato per lo sport. Dopo aver provato con baseball e calcio il ragazzo si cimenta in una nuova attività, il basket, certo comunque di essere scartato. 
Incredibilmente viene preso, anche se solo come riserva. Contento e appagato si dirige in un negozio di abbigliamento sportivo dove incontra una sua vecchia compagna delle elementari, Kusuda, abilissima giocatrice di basket. La ragazza, appresa la notizia della sua ammissione al club della scuola, contenta lo porta in un playground di street basket, il Three Men's Hoop, dove conosce Shu dei Three Men, i creatori del campetto. 
Toru, chiamato affettuosamente Narucho da Kusuda, si appassiona allo street basket, tanto da formare una squadra con Kusuda e altri due ragazzi: Kosuke Ozaki, teppista di strada con molta potenza fisica, e Masahiro Sawamura, un ragazzo esile ma con grande capacità di palleggio. I quattro arriveranno quasi a vincere un torneo nazionale e Toru diventerà un titolare di successo nella sua squadra di basket scolastico.